# L'Homme qui n'a jamais ri
Pour plus de détails, voir Fiche technique et Distribution.
L'Homme qui n'a jamais ri (The Buster Keaton Story) est un film américain en noir et blanc réalisé par Sidney Sheldon, sorti en 1957.

## Synopsis
Le film raconte la vie de l'acteur américain du cinéma muet Buster Keaton.

## Fiche technique
- Titre français : L'Homme qui n'a jamais ri
- Titre original : The Buster Keaton Story
- Réalisation : Sidney Sheldon
- Scénario : Sidney Sheldon, Robert Smith
- Production : Paramount Pictures
- Photographie : Loyal Griggs
- Musique : Victor Young
- Montage : Archie Marshek
- Pays d'origine : États-Unis
- Langue originale : anglais
- Format : noir et blanc — 35 mm — 1.85:1 — son : Mono (Westrex Recording System)
- Genre : Film biographique
- Durée : 91 min
- Dates de sortie : 
  - États-Unis : 21 avril 1957
  - France : 27 juin 1958

## Distribution
- Donald O'Connor : Buster Keaton
- Ann Blyth : Gloria Brent
- Rhonda Fleming : Peggy Courtney
- Peter Lorre : Kurt Bergner
- Larry Keating : Larry Winters
- Jackie Coogan : Elmer Case
- Richard Anderson : Tom McAffee
- Dave Willock : Joe Keaton
- Claire Carleton : Myra Keaton
- Larry White : Buster Keaton à 7 ans
- Dan Seymour : le chef indien
- Nan Martin : Edna
- Robert Christopher : Nick
- Richard Aherne : Franklin
- Ivan Triesault
- Cecil B. DeMille : lui-même